# Marcos I de Bizancio
Marcos I (muerto en 211) fue obispo de Bizancio durante 13 años (198-211). Sucedió al Obispo Olímpio.
Su episcopado tuvo lugar durante la persecución de los cristianos decretada por el Emperador Septimio Severo.
Su sucesor fue Filadelfo.